# 托尼诺-阿尼瓦半岛
托尼诺-阿尼瓦半岛（羅馬化：Tonino-Anivskiy Poluostrov）或中知床半岛（日语：／ Nakashirekoto-hantō）是萨哈林岛南部的呈南北方向的半岛，东临鄂霍次克海，西濒阿尼瓦湾，北滨莫尔维诺夫湾，南隔宗谷海峡与北海道相望，长90公里，最宽处19公里。西边通过穆拉维约夫地峡与库页岛主体相连，地峡上有圖奈恰湖、伊茲緬奇沃耶湖、大奇比桑斯科耶湖、大瓦瓦伊斯科耶湖、布谢湖等湖泊。南北向走势的托尼诺-阿尼瓦山脉贯穿半岛。混交林和草甸覆盖。最高点克鲁岑施滕山海拔670米。沿东岸由北向南分布着斯沃博德内角、热列兹内角、韦利堪角、格罗兹内角、梅纳普齐角、葉夫斯塔菲角、科尔涅利角、帕夫洛维奇角和阿尼瓦角，西南岸由南向北有穆拉莫尔内角和格林角。